# 井川町立井川義務教育学校
井川町立井川義務教育学校（いかわちょうりついかわぎむきょういくがっこう）は2018年4月に秋田県南秋田郡井川町に開校した義務教育学校である。1年生から9年生まであり1年生が小学1年生、9年生が中学3年生に相当する。1 - 4年生が前期課程、5、6年生が中期課程、7 - 9年生が後期課程となる。

## 歴史
- 2011年（平成23年）3月 - 『第四次井川町総合振興計画』により、小中一貫校の設置を決定。
- 2013年（平成25年）11月4日 - (旧)井川中学校校舎竣工式挙行。
- 2015年（平成27年）2月 - 井川町小中一貫校実施計画策定。
- 2017年（平成29年）2月28日 - 義務教育学校開校に向けた増築棟竣工。
- 2018年（平成30年）4月9日 - 町内唯一の小中学校であった井川町立井川小学校と井川町立井川中学校を統合し、秋田県内初の義務教育学校として開校した。校舎は、旧井川中学校のものを増築して使用している[2]。同日、第1回（平成30年度）入学式挙行。

## アクセス
- 町内巡回バス「さくら号」「ゆうゆう号」で、「町民体育館前」バス停下車。
- JR東日本奥羽本線井川さくら駅から、
  - 上述の町内巡回バスに乗車し、「町民体育館前」バス停下車。
  - 徒歩約2.2km・約35分。

## 周辺
- 井川町学校給食センター - 同一敷地内
- 町民体育館
- 町民武道館
- 町営野球場
  - 上記3施設は、敷地が隣接。
- 秋田県道228号北の又井川線
- 子育て支援多世代交流館「みなくる」 - 県道228号線をはさんで、敷地が隣接。

## 著名出身者
- 花乃湖健（力士）